# Schöna (Cavertitz)
Schöna ist ein Ortsteil der Gemeinde Cavertitz im Landkreis Nordsachsen in Sachsen.

## Geografie und Verkehrsanbindung
Der Ort liegt nordwestlich des Kernortes Cavertitz an der S 30 und an der Kreisstraße K 8920. Östlich und südöstlich des Ortes verläuft die S 27 und am südlichen Ortsrand die K 8921. Im Ort hat der Schönaer Bach seine Quelle.

## Kulturdenkmale
In der Liste der Kulturdenkmale in Cavertitz sind für Schöna drei Kulturdenkmale aufgeführt.